# Marina Fernández de Córdoba
Marina Fernández de Córdoba (c. 1394—1431), IV señora de Casarrubios del Monte, provincia de Toledo también conocida como Marina de Ayala Córdoba y Toledo, era hija de Diego Fernández de Córdoba, I señor de Baena, y de Inés de Ayala, III señora de Casarrubios del Monte.

## Matrimonio y descendencia
Contrajo matrimonio alrededor de julio de 1425 con Fadrique Enríquez, almirante de Castilla y II señor de Medina de Rioseco, naciendo de este matrimonio: 
- Juana Enríquez (1425—1468), casada con Juan II de Aragón, padres del rey Fernando el Católico.